# Orkest van het Oosten
Het Orkest van het Oosten, opgericht in 1994 te Enschede, in het buitenland bekend als Netherlands Symphony Orchestra, van oktober 2011 tot september 2014 actief onder de naam Nederlands Symfonieorkest en van oktober 2014 tot november 2015 als HET Symfonieorkest, was een zelfstandig Nederlands professioneel symfonieorkest. Op 1 september 2019 is het organisatorisch gefuseerd met Het Gelders Orkest onder de naam Phion, Orkest van Gelderland & Overijssel. De beide orkesten geven eigen uitvoeringen. De thuisbasis is het Nationaal Muziekkwartier in Enschede.

## Geschiedenis
De geschiedenis van het Orkest van het Oosten begint in de jaren dertig van de 20e eeuw, met het ontstaan van het Twents Kamerorkest onder leiding van Klaas de Rook. In 1947 werd dit orkest grotendeels geprofessionaliseerd tot het Twents Philharmonisch Orkest in het kader van het spreidingsbeleid van de kunsten. In 1954 werd het een professioneel orkest en kreeg het de naam Overijssels Philharmonisch Orkest. De amateurs uit het Overijssels Philharmonisch Orkest organiseerden zich in 1954 in het Twents Clavecimbel Ensemble dat later de naam Twents Kamerorkest kreeg.
In 1983 werd het Overijssels Philharmonisch Orkest door een bezuinigingsoperatie gedwongen te fuseren met Opera Forum. De beide orkesten werden samengevoegd, gereorganiseerd en omgedoopt tot Forum Filharmonisch, dat in twee flexibele formaties opereerde: de ene voor het symfonisch repertoire en de andere voor de opera. Enkele malen per jaar werden beide formaties samengevoegd om grote symfonische producties te kunnen uitvoeren. In 1994 werd Opera Forum Filharmonisch opgeheven. Het orkest werd belangrijk gereduceerd (40 musici verdwenen) en ging zelfstandig door als Orkest van het Oosten. Opera Forum werd na deze reorganisatie en afslanking opgevolgd in de vorm van de Nationale Reisopera, zonder eigen orkest. Voor twee producties per jaar kreeg het Orkest van het Oosten de verplichting de Nationale Reisopera te begeleiden. Voor de overige producties werden andere orkesten aangetrokken.
Dirigenten die het orkest hebben geleid zijn onder anderen Gabriele Bellini, Alun Francis. Roberto Benzi, Hans Vonk, Edo de Waart en Woldemar Nelsson. Van 1996 tot 2006 was Jaap van Zweden chef-dirigent van het Orkest van het Oosten en van 2006 tot 2017 Jan Willem de Vriend. Daarna leidde Ed Spanjaard het orkest van 2017 tot 2019. Als solist zijn bij het Orkest van het Oosten opgetreden Gidon Kremer, Natalia Gutman, Heinrich Schiff, Jean-Yves Thibaudet en Charlotte Margiono.
Het Orkest van het Oosten geeft in totaal ongeveer 75 concerten per jaar. Het heeft concertseries in Enschede, Hengelo, Zwolle en Deventer. Er is een beperkte serie voor kleinere plaatsen in de provincie Overijssel. Daarnaast speelt het orkest soms ook in de grote zalen in de Randstad. Het orkest maakte onder de naam (The) Netherlands Symphony Orchestra tournees naar de Verenigde Staten, Spanje en Engeland. Ook begeleidt het orkest twee producties van de Nationale Reisopera per jaar en verder diverse koren in de provincie Overijssel. Ook verzorgt het orkest tv- en radio-optredens en maakt het cd-opnamen, onder meer van Nederlandse muziek onder leiding van David Porcelijn. In 2010 verwierf het Orkest van het Oosten de Edison Award.
In april 2015 werd bekendgemaakt dat het orkest met onmiddellijke ingang een aantal concerten en opnames moest schrappen wegens acute financiële problemen. Het orkest was er niet in geslaagd de 1,4 miljoen euro aan eigen inkomsten te vinden die jaarlijks nodig zijn voor een sluitende begroting.

## Naam
Op 19 oktober 2011 werd de Nederlandse naam van het Orkest van het Oosten gelijk getrokken met de naam (The) Netherlands Symphony Orchestra, zoals die bij optredens buiten Nederland en bij cd-opnamen wordt gebruikt, en veranderd in Nederlands Symfonieorkest (NedSym). Het in Amsterdam gevestigde Nederlands Philharmonisch Orkest (NedPho) heeft daartegen bezwaar gemaakt op grond van de te grote naamovereenkomst, maar verloor in 2012 een kort geding hierover. In hoger beroep stelde het Gerechtshof Amsterdam het NedPho in juni 2013 alsnog in het gelijk. Met ingang van het seizoen 2014-2015 gebruikte het NedSym binnen Nederland de naam HET Symfonieorkest. 'HET' is niet alleen een lidwoord, maar verwijst ook naar de marketingbegrippen 'Herkenbaar Eigentijds Toekomstgericht', vandaar de hoofdletters.
Op 24 november 2015 werd de oude naam Orkest van het Oosten hersteld om de 'regionale koers meer zichtbaar [te] maken'. De nieuwe ondertitel luidt: HET Symfonieorkest voor Overijssel. In opdracht van het provinciebestuur wordt een businessplan opgesteld waarbij de ambitie meer dan voorheen op de wensen en behoeften van de regio komt te liggen.

## Phion
Op 1 september 2019 fuseerde Orkest van het Oosten met Het Gelders Orkest te Arnhem onder de nieuwe naam Phion, orkest van Gelderland & Overijssel. In september 2020 werd Otto Tausk benoemd tot chef-dirigent.  In mei 2023 werd Alexei Ogrintchouk benoemd tot chef-dirigent.